# Kitchen (película)
Kitchen es una película underground realizada el año 1966, dirigida por Andy Warhol y Ronald Tavel, estuvo protagonizada por Edie Sedgwick, Rene Ricard, Ronald Tavel, Roger Trudeau, David McCabe, Donald Lyons, y Electrah. Todo el rodaje tiene lugar en la cocina de Bud Wirtschafter, el hombre de sonido, en la ciudad de Nueva York.
Según el sitio web WarholStars, la película se hizo a finales de mayo de 1965 y estrenada el 3 de marzo de 1966 en los Film-makers' Cooperative de Nueva York.